# 水田直志
水田直志（日语：／ Mizuta Naoshi，1972年1月24日—）是日本电子游戏作曲家与音乐人。他最知名的作品是《最终幻想XI》（和植松伸夫与谷冈久美合作），但他亦为《洛克人与福尔迪》、《快打旋風Zero》和《寄生前夜II》作曲。他最初为卡普空谱曲，但现在就职于史克威尔艾尼克斯。

## 简介
水田1972年出生于日本高知县高知市，并在“二三年级时”对音乐萌生兴趣。坂本龙一对他影响最大的音乐家之一。尽管他移植对音乐保持兴趣，但却在千叶大学学习法学与经济学。在他大学的最后一年，他谱写了第一首歌曲，在1995年毕业后，他前往卡普空担任作曲人。他开始为街头霸王系列谱曲——和阿部功、西垣俊、山本节生和角田裕子合作为《街头霸王Zero》谱曲。
1998年，仍然在卡普空工作的水田通过广告被史克威尔公司聘用。他在史克威尔的第一个任务是为《寄生前夜II》配乐，这项工作由他独自一人花费一年半时间完成。首部《寄生前夜》由下村阳子配乐，水田将一些初代游戏音乐融入该续作。水田在接下来几年间继续参与《最终幻想XI》的工作，肚子为游戏的四个扩展和多个特殊事件配乐。在此期间，水田加入洋葱之星——史克威尔艾尼克斯作曲者乐队——并担任低音吉他手。乐队谷冈久美、岩崎英则和关户刚等成员改编了《最终幻想XI》的音乐。乐队截至2011年发行了两部专辑，《Music from the Other Side of Vana'diel》和《Sanctuary》。水田还参与了史克威尔艾尼克斯的其他项目，包括2009年发行的两部游戏《巴哈姆特之血》和《光之4战士 最终幻想外传》。他还要创作其他《最终幻想XI》重编音乐专辑。

## 唱片
作曲
- 快打旋风Zero（1995）－同阿部功、西垣俊、山本节生和竹原裕子
- 快打旋风Zero 2（1996）－山本节生、西垣俊和鈴木達郎
- 生化危机2（1998）－同上田雅美、西垣俊和内山修作
- 洛克人与福尔迪（1998）－同堀山俊彦和海田明里
- 寄生前夜II（1999）
- 最终幻想XI（2002）－同植松伸夫、滨涡正志和谷冈久美
- Tetra Master（2002）
- 最终幻想XI 吉拉德的幻影（2003）
- 最终幻想XI 普罗玛西亚的咒缚（2004）
- 半数英雄4 ～7人的半熟英雄～（2005）－同植松伸夫、伊藤贤治、关户刚、 野田博郷、山下愛和御子柴健一
- 最终幻想XI 阿特尔冈的秘宝（2006）
- 最终幻想XI 阿尔塔娜的神兵（2007）
- The Shochu Bar（2007）
- 巴哈姆特之血（2009）
- 光之4战士 最终幻想外传（2009）
- 谜案季节 樱花谋杀案（2009）
- 最终幻想传奇 光与暗的战士（2010）
- 最终幻想XIII-2（2011）－同滨涡正志和铃木光人
- 最终幻想XIV（2011）－同山崎良和关户刚填补配乐
- 十字守衛者（2012）
- 恶魔乐章（2012）－同多名音乐家
- 最终幻想XI 雅特林的魔境（2013）
- 最终幻想XIV：重生之境（2013）－同祖坚正庆、关户刚和山崎良
- 雷霆归来 最终幻想XIII（2013）－同滨涡正志和铃木光人

重编
- 勇者斗恶龙&最终幻想在富豪街 特别版（2004）